# Пасадина (Техас)
Пасади́на (чаще употребляется вариант Пасаде́на; англ. Pasadena, МФА: [ˌpæsəˈdiːnə]) — город в штате Техас США. Входит в состав агломерации Большой Хьюстон.
По статистическим данным на 1 июля 2018 года население города составило 153 219 человек. Это второй по величине город в округе Харрис (после Хьюстона), 19-й по штату Техас и 168-й по США.
Город был основан в 1893 году Джоном Х. Бернеттом. Барнетт назвал район так же, как и калифорнийскую Пасадину, в связи с предполагаемой пышной растительностью.
Городской Добровольческий отдел пожарной охраны является крупнейшим в США.

## География
По данным Бюро переписи населения США, город имеет территорию в 115,3 км², из которых 114,4 км² суши и 0,9 км² водной поверхности (0,78 %).
Город на севере граничит с Хьюстонским судоходным каналом, а основная часть города на юго-востоке выходит к Галвестонскому заливу.

### Районы
Список районов города Пасадины:
Виста Вилла, Аллендейл, Бейпорт, Бейвуд Оукс, Бейвуд Шадоус, Берк Мидоус, Клир Лейк Сити (Пасадина), Дипватер, Ель Жардин дель-Мар, Голден Акрес, Старый Центр, Парквью Манор, Ре Блуф Террас, Вилидж Грув Ист, Вилидж Грув Ист Таунхоумс, Вилидж Грув.

### Климат
Пасадина имеет характерный для южной части США климат с жарким и влажный летом и мягкой зимой.
| Показатель                    | Янв. | Фев. | Март | Апр. | Май | Июнь | Июль | Авг. | Сен. | Окт. | Нояб. | Дек. | Год  |
| ----------------------------- | ---- | ---- | ---- | ---- | --- | ---- | ---- | ---- | ---- | ---- | ----- | ---- | ---- |
| Абсолютный максимум, °C       | 29   | 31   | 36   | 34   | 37  | 38   | 40   | 41   | 38   | 36   | 32    | 29   | 41   |
| Средний суточный максимум, °C | 17   | 19   | 23   | 26   | 30  | 33   | 34   | 34   | 32   | 28   | 23    | 18   | 27   |
| Средний суточный минимум, °C  | 7    | 9    | 13   | 16   | 20  | 23   | 24   | 24   | 22   | 17   | 12    | 8    | 16   |
| Абсолютный минимум, °C        | −12  | −10  | −6   | 0    | 7   | 13   | 13   | 18   | 10   | 1    | −4    | −13  | −13  |
| Норма осадков, мм             | 109  | 76   | 81   | 89   | 130 | 173  | 112  | 114  | 142  | 135  | 114   | 97   | 1372 |
| Источник: Weather.com 2010    |      |      |      |      |     |      |      |      |      |      |       |      |      |

## История

### Ранняя история
До европейского заселения в районе залива Галвестон Бей проживали индейские племена каранкава и атакапа (в основном акокиса), которые жили вдоль побережья Мексиканского залива. Испанские исследователи, такие как Ривас-Ириарта и Хосе Антонио де Эвия, приметили залив и дали ему имя в свою честь. В начале XIX века пират Жан Лафит создал временную базу, основанную в Галвестоне, c укрытиями вокруг залива и в окрестностях Клир Лейка. Однако Лафит был вынужден затопить свои корабли и покинуть этот район в 1821 году по требованию ВМС США.

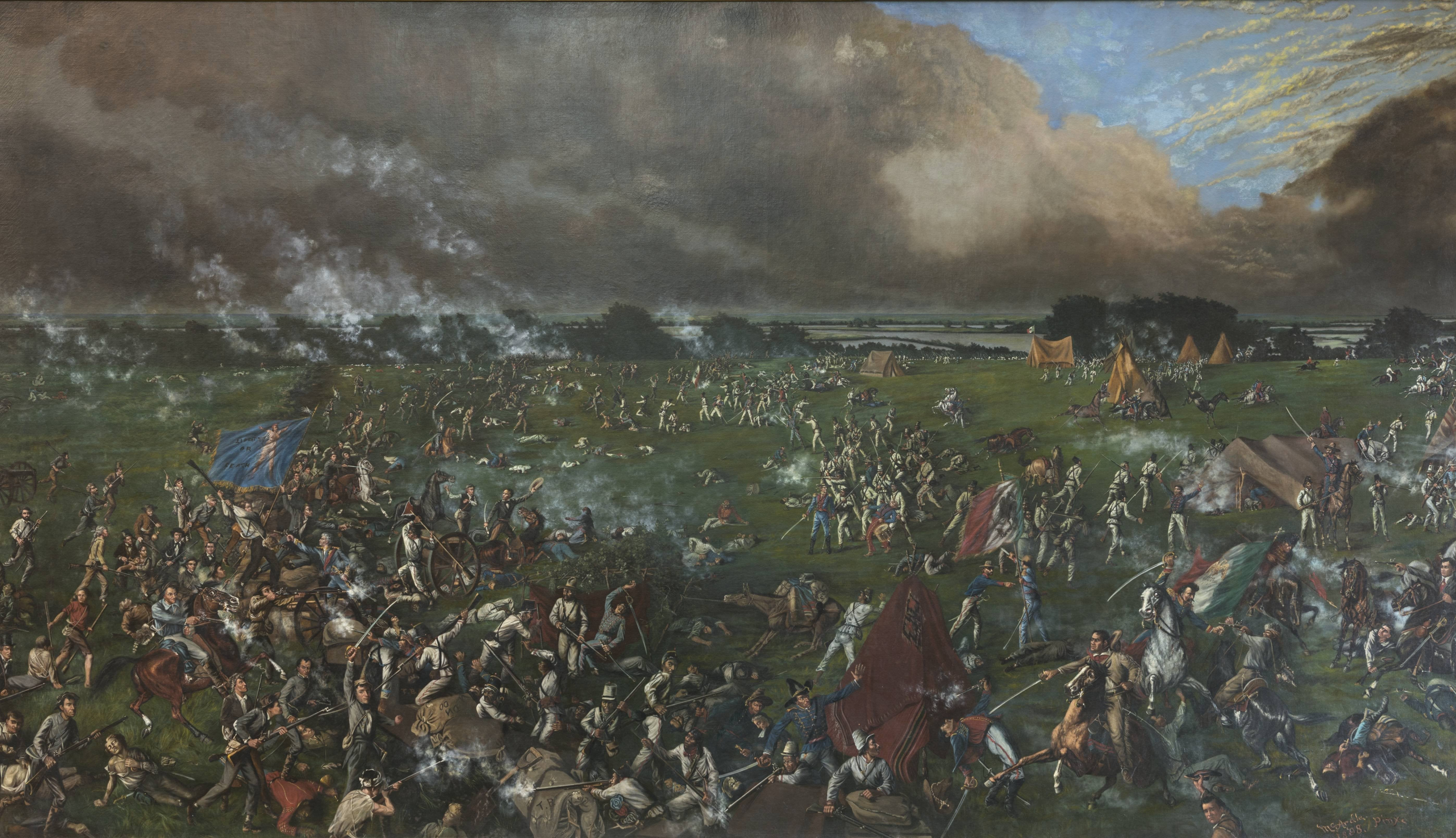
«Битва при Сан-Хасинто» (Автор — Генри Артур Макардл)

Вслед за провозглашением независимости от Испании новое государство Мексика начала колонизировать северные территории штата Техас, предлагая земельные пожалования переселенцам из Мексики и Соединённых Штатов. Колония, созданная Стивеном Ф. Остином, Галвестон Бей и Лэнд Компани из Нью-Йорка, быстро начала волну заселения бухты. В 1835 году после государственного переворота в мексиканском правительстве Генералом Антонио Лопес де Санта-Анна, жители штата Техас восстали против него и его новых мексиканских законов. После нескольких сражений и стычек окончательная битва Техасской революции произошла в районе современной Пасадины 21 апреля 1836 года. Санта-Анна был взят в плен в притоке реки Байу Винса. Поскольку это был последний конфликт, который привёл к мексиканской капитуляции, Пасадина и соседний город Дир-Парк приняли прозвище «Родина Техаса».

### Скотоводство и заселение
В 1843 году Сэм Аллен создал ранчо на территории в 350 акров (1,4 км²). Этот район стал именоваться «Ранчо Аллена». Сейчас эту территорию занимает западная часть Пасадины вплоть до Харрисбурга. В 1888 году ранчо насчитывало 15000 акров (61 км²) в округе Харрис и 10000 акров (40 км²) в округе Бразория с пастбищами в округах Галвестон и Форт-Бенд.
Галвестонская, Хьюстонская и Харрисбургская железная дорога проходила через ранчо Аллена, из-за чего существовала проблема крупного рогатого скота, который регулярно умирал на путях. В 1875 году Аллен построил 19-мильный (31 км) забор вдоль восточной стороны железнодорожного пути, чтобы сдержать скот от дороги. Забор шёл из Харрисбурга в Лиг-Сити, и между ним и рельсами существовало место, чтобы ходить. Ворота были помещены в забор на дороге Харрисбург-Линчберг с большим знаком так, что ворота всегда должны быть закрытыми. Область к востоку от этой железной дороги являлась пастбищами для скота, занимавшими площадь в 100 000 акров (400 км²).
«Предлагаемые» города в районе современной Пасадины были созданы, но были недолгими. Они либо стали заброшенными, либо даже не начали строиться. В 1892 году полковник Джон Х. Бернетт создал безымянное поселение к востоку от ранчо Аллена. Барнетт был вовлечён и в строительство города, и в продвижение строительства железной дороги, так как знали, что это влияет на стоимость земли. Бернетт также создал соседние города Дипватер и Генуя, которые позже должны были быть включены в состав Пасадины и Хьюстона.

### XX век

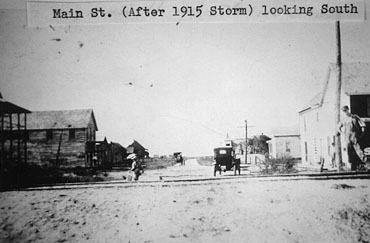
Центр Пасадины в 1915 году после разрушительного урагана

В 1900 безымянный ураган, который разрушил Галвестон, сильно повредил Пасадину. Город получил поддержку от части беженцев из Галвестона, которые переехали на материк после катастрофы. Пожертвования на вновь созданное общество Красного Креста, в том числе миллионы клубники с побережья Мексиканского залива, помогли возродить общину. Это и последующее создание крупного клубничного хозяйства основателем Teхасо Джозефом С. Куллинаном сделало Пасадину крупнейшим производителем фруктов на протяжении многих последующих лет. Рисовые фермеры из Японии поселились в общине для дальнейшей диверсификации сельского хозяйства. Бумажная фабрика и другие предприятия начали развиваться.
В 1901 году открытие Texas Oil Boom началось с фонтана на Спинглтоп. Открытие нефтяных месторождений в Гус Крек привело к увеличению нефтяных разведок около залива Галвестон. К 1920 году нефтеперерабатывающий завод появился в Пасадине и продолжил расширяться в дальнейшем. Первая и Вторая мировая война привели к быстрым темпам промышленного развития в Пасадине, опережая соседние Хьюстонские.
В 1923 году произошло голосование за включение Пасадины в состав Хьюстона, но жители проголосовали против, перенеся его на год. Но очередная попытка включения произошла лишь в 1928 году. Однако Хьюстон не стал включать Пасадину.
К середине XX века экономика в Пасадине стал сильно зависеть от нефти и другой тяжёлой промышленности. В 1963 году недалеко от Пасадины был создан Космический центр Джонсона НАСА, входящий под её юрисдикцию. Эти события способствовали значительной диверсификации экономики города.
В 1965 году репортёр Хьюстонской газеты Джин Гольц получил Пулитцеровскую премию за его воздействие на правительственную коррупцию в Пасадине, в результате которого было проведено множество реформ.
Соседний промышленный район Бейпорт, являющийся одним из крупнейших комплексов химической обработки в стране, имеет важное значение для занятости населения. Высокотехнологичные предприятия, связанные с Космическим центром Джонсона, также стали причинами развития экономической базы города.

## Население
По данным переписи 2000 года население насчитывало 141 674 человека, 47 031 единиц жилья и 35 179 семей, проживающих в городе. Средняя плотность населения составляла 3,208.1 человека на квадратную милю (1,238.7 / км²).
Расовый состав города
- 71,4 % белых,
- 1,6 % афроамериканцев,
- 0,7 % американских индейцев и коренных жителей Аляски,
- 1,8 % азиатов,
- 0,1 % коренных жителей Гавайских островов и других островов Тихого океана,
- 21,3 % других рас.

В городе проживает 47031 семей, из которых 43,1 % имеют детей в возрасте до 18 лет, проживающих с ними, 55,8 % женатые пары, 13,1 % семей это женщины проживающие без мужей, а 25,2 % не имеют семьи. 20,4 % всего домохозяйства состоит из отдельных лиц, 6,2 % из которых это одинокие люди в возрасте 65 лет и старше. В среднем семья состоит из 3,48 человека.
В городе население распределено по возрастным группам следующим образом: 31,6 % в возрасте до 18 лет, 11,4 % от 18 до 24, 31,2 % от 25 до 44 лет, 17,9 % от 45 до 64 лет и 7,9 %, в возрасте 65 лет и старше. Средний возраст составил 29 лет. На каждые 100 женщин приходится 99,8 мужчины. На каждые 100 женщин возрастом 18 лет и старше насчитывается 97,6 мужчины.
Доходы
Средний доход в городе на семью составляет $42541 в год. Мужчины имеют средний доход $34330 против $25869 для женщин. Доход на душу населения в городе составил $16301. Около 13,2 % семей и 16,0 % населения ниже черты бедности, из них 20,8 % моложе 18 лет и 10,5 % тех, кто в возрасте 65 лет и старше.

## Образование

### Колледжи и университеты

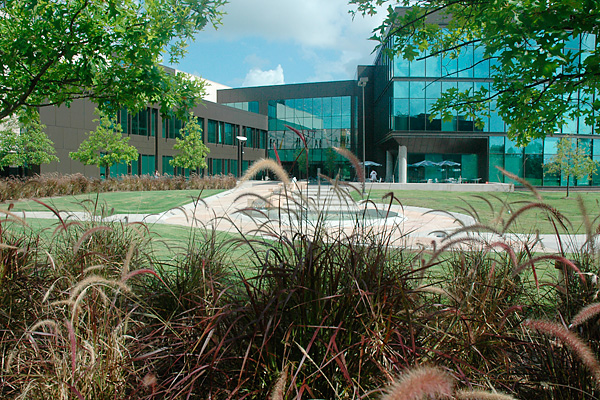
Университет Хьюстон-Клир Лейк

Высшие учебные заведения включают в себя:
- Университет Хьюстон-Клир Лейк (частично в Пасадене, частично в Хьюстоне)
- Колледж Сан Хасинто (Центральный кампус и система штаб-квартир) — система колледжей, который обслуживает всю Пасадину, а также некоторые части и ряда других школьных округов
- Техасский Колледж Хиропрактики

### Начальные и средние школы
Большую часть города Пасадина обслуживает Частная окружная школа Пасадины. Некоторые восточные части города обслуживает Частная окружная школа Дир-Парка, а некоторые южные части города — Частная окружная школа Клир Крека и Частная окружная школа Ла Порта.

### Общественные библиотеки
В Пасадине находится Публичная библиотека Пасадины и библиотека Фэрмонта.

## Экономика
Ключевые экономические сектора города включают в себя разведку нефти и газа, нефтепереработку, нефтехимическую переработку, морские перевозки, медицинскую помощь и аэрокосмические технологии.
Экономика города тесно связана с близлежащим Хьюстонским судоходным каналом и отгрузочном терминалом и промышленным районом в Бейпорте, а также национальным управлением по аэронавтике и исследованию космического пространства Космическим центром Джонсона НАСА. Штаб квартиры компании Петробрайс и Астра Холдинг США также находятся в Пасадине.
В округе Харрис действует Пасадинское здания суда Кайла Чэпмена, а также районная больница Клубничный Центр здравоохранения в Пасадине. Техасский Департамент уголовного правосудия (ТДУП) работает в сотрудничестве с Управлением по условно-досрочным освобождением в Пасадине.
Существуют четыре почтовых отделений в городской черте. В июле 2011 года объявлено, что одно из них, почтовое отделение Джона Фостера, могут закрыть.

## Транспорт
Пасадина обслуживается тремя системами шоссе:
- Трасса 45 является ближайшей к пределам города
- Основной транспортной артерией является Пасадинское шоссе — Государственная автострада 225
- Кольцевая дорога 8 Сэма Хьюстона проходит через восточную часть города

## Правительство
Правительство Пасадины действует в соответствии с мэром и восемью членами совета, которые отвечают за принятие законодательства, принятие бюджета и определении политики.
Мэры:
- Джон Мэнлов: июль 2001 — октябрь 2007
- Джек Дуглас: октябрь 2007 — январь 2008
- Джонни Исбелл: 19 января 2008 — по настоящее время

Выборы
Последние выборы были внеочередными и состоялись 19 января 2008 года.
Полиция
В городе есть собственный отдел полиции, в котором работает около 250 сотрудников, 1 начальник полиции, 3 помощника начальника и многие другие руководящие должности.

## Культура
В городе есть несколько музеев, в том числе Пасадинский Исторический музей, музей залива и Центр изучения природы Арманда Байу. В Пасадине также находится любительский театр, ежегодное родео, и Пасадинская филармония. Главная городская газета называется «Житель Пасадины».
Благодаря своему расположению вблизи заводов, разбросанных неподалёку от судоходного канала, местные жители окрестили Пасадину «Вонь-дена»

### Гилли и Городской ковбой
Джон Траволта, Дебра Уингер и другие действующие лица приехали в город в 1980 году, чтобы снимать фильм Городской ковбой, на которых запечатлены жизнь музыкантов кантри-музыки. Большая часть съёмок проходила в городском Баре Гилли, совладельцем которого был звезда кантри-музыки Мики Гилли. В 1989 году бар пострадал от пожара, который испортил внутренний интерьер, но внешний вид здания остался невредим. В 2006 году новым владельцем здания стала Частная окружная школа Пасадины. Из всего комплекса осталась лишь старая звукозаписывающая студия. А сам Бар Гилли всё ещё находится в Пасадине.

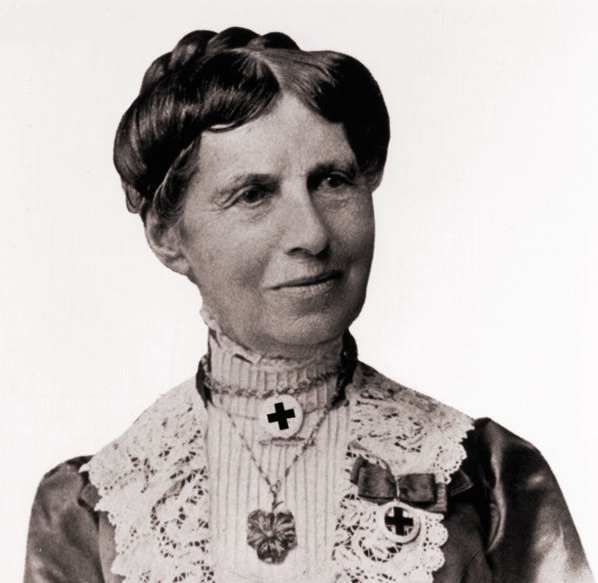
Клара Бартон, основательница Американского Красного Креста

### Клубничный фестиваль
Основательница Американского Красного Креста Клара Бартон приобрела 1,5 млн клубники и отправила их в Пасадину, чтобы помочь жертвам наводнения встать на ноги. К 1930 разведение клубники процветало настолько, что Пасадина получила звание "Клубничная столица мира". На этой высоте производители клубники отгружали больше чем 28 железнодорожных вагонов клубники каждый день. В честь этой истории город проводит ежегодный клубничный фестиваль Пасадины. В 2008 году участие в фестивале приняло более 56 тыс. человек.

### Филармония и оркестр Пасадины
Филармония и оркестр Пасадины состоит из двух групп:
- Общество любителей филармонии состоит из членов местной общины, которые поддерживают изобразительное искусство и классическую музыку.
- Оркестр состоит из местных преподавателей музыки, музыкантов, студентов и отдельных учащихся средней школы. Свой первый спектакль оркестр представил в осенью 1982 года.

## Парки и отдых
Округ Харрис управляет несколькими общественными центрами в Пасадине:
- Восточный Центр Деятельности Округа Харрис[30],
- Общественный центр области залива[31],
- Набережная Клир Лейка.

Местные жители имеют доступ к теннисным кортам, футбольным полям, беговым дорожкам, маршрутам для пеших прогулок и местам для пикника. Также в Пасадине имеются 47 парков, 5 бассейнов, 5 игровых залов, музей, центр отдыха и 15 теннисных кортов. Все городские парки обслуживаются городом Пасадина.
Одно из отделений ИМКА находится в Пасадине.

## Известные люди
- Рэй Барнхарт
- Яков Грин

## Города-побратимы
Пасадина имеет официальные соглашения о том, что является городом-побратимом со следующими городами:
- Хадано, Япония
- Пучхон, Республика Корея